# Polyblastia singularis
Polyblastia singularis är en lavart som först beskrevs av Kremp., och fick sitt nu gällande namn av Johann Franz Xaver Arnold. Polyblastia singularis ingår i släktet Polyblastia och familjen Verrucariaceae.  Arten är reproducerande i Sverige. Inga underarter finns listade i Catalogue of Life.